# Ong-bak 3 : L'Ultime Combat
Série
Ong-bak 2 : La Naissance du dragon
(2008)
Pour plus de détails, voir Fiche technique et Distribution.
Ong-bak 3 : L’Ultime Combat est un film thaïlandais réalisé par Tony Jaa et Panna Rittikrai sorti en 2010 en Thaïlande.
Il s'agit de la suite directe de Ong-bak 2 : La Naissance du dragon sorti en 2008.

## Synopsis
L'histoire de Ong-bak 3 commence lorsque Tien (Tony Jaa) perd ses aptitudes au combat en se faisant torturer et briser les os. Tien est ramené à la vie avec l’aide de Pim (Primrata Dechudom) ainsi que Mein (Petchtai Wongkamlao) et des villageois de Khone Kana. Il est profondément meurtri, il se réfugie alors dans la méditation enseignée par Phra Bua (Nirutti Sirijanya), Tien est enfin en mesure de réaliser une « Nathayut » quand ses talents de combattant sont de nouveau mis à l’épreuve, lorsque ses ennemis, comprenant le Roi (Supakorn ‘Kijusuwan Tok’), les mystérieux tueurs en noir et Bhuti Sangkha le démon (Dan Chupong) sont de retour pour une épreuve de force massive finale.

## Fiche technique
- Titre original : องค์บาก 3[1]
- Titre français : Ong-bak 3 : L’Ultime Combat
- Réalisateurs : Tony Jaa et Panna Rittikrai
- Costumes : Chatchai Chaiyon
- Producteur : Tony Jaa, Somsak Techaratanaprasert
- Société de production : Iyara Films
- Pays d'origine :  Thaïlande
- Langue : thaï
- Genre : action, arts martiaux
- Budget : 5 000 000 $
- Date de sortie :
  -  Thaïlande : 5 mai 2010[2]

Film interdit aux moins de 12 ans lors de sa sortie en salle.

## Distribution[3],[4]
- Tony Jaa (VF : Fabrice Colombero) : Tien
- Primrata Dechudom (พริมตา เดชอุดม) : Dame Pim
- Sarunyoo Wongkrachang (VF : Reda Brissel) : Le seigneur (Lord) Rasajena
- Nirut Sirichanya (Nirutti Sirijanya) (VF : Joël Delsaut) : Maître (Phra) Bua
- Petchtai Wongkamlao (VF : Rémi Barbier) : Mein (ou Mhen)
- Santisuk Promsiri ((สันติสุข พรหมศิริ) : Le seigneur Sihadecho, père de Tien
- Pattama Panthong (ปัทมา ปานทอง) : Dame Plai
- Dan Chupong (VF : Félix Lobo) : Bhuti Sangkha, le démon
- Sorapong Chatree (VF : Daniel Proia) : Chernang (ou Chernung), le commandant des brigands de Garuda
- Chumphorn Thepphithak (ชุมพร เทพพิทักษ์) (VF : Jean-François Wolff) : Le gouverneur, Oncle Mao